# Re:Born
RE:BORN – siódmy album studyjny japońskiego artysty Gackta, wydany 2 grudnia 2009 roku. Album osiągnął 9 pozycję w rankingu Oricon i pozostał na listach przebojów przez 8 tygodni. Sprzedano 31 403 egzemplarzy.

## Lista utworów
Wszystkie utwory zostały skomponowane i napisane przez Gackt C.
| Nr  | Tytuł                                                           | Czas |
| --- | --------------------------------------------------------------- | ---- |
| 1.  | "JESUS -ЯRII-"                                                  | 4:08 |
| 2.  | "SUDDENLY"                                                      | 5:10 |
| 3.  | "NO REASON -ЯRII-"                                              | 4:30 |
| 4.  | "IN FLAMES"                                                     | 6:38 |
| 5.  | "SAYONARA -ЯRII-"                                               | 6:15 |
| 6.  | "GHOST"                                                         | 4:05 |
| 7.  | "BLUE LAGOON -Shinkai-" (jap. BLUE LAGOON -深海-)               | 4:39 |
| 8.  | "OBLIVIOUS -Kao no nai tenshi-" (jap. OBLIVIOUS -顔のない天使-) | 5:14 |
| 9.  | "MY FATHER'S DAY"                                               | 4:08 |
| 10. | "Koakuma Heaven" (jap. 小悪魔ヘヴン)                            | 3:48 |
| 11. | "FARAWAY -Hoshi ni negai wo-" (jap. FARAWAY -星に願いを-)       | 5:14 |
| 12. | "Flower -ЯRII-"                                                 | 6:32 |
| 13. | "LOST ANGELS"                                                   | 6:33 |